# Oblast 51
Oblast 51 (anglicky Area 51) je v současnosti oficiálně označována jako Air Force Flight Test Center, Detachment 3 (česky Výzkumné centrum leteckých sil, Oddělení 3). Hovorově se používají také názvy Dreamland, Watertown Strip, Paradise Ranch, The Box, Groom Lake, Neverland a jiné.[zdroj?]
Jedná se o území na okraji rozsáhlé zasolené oblasti vyschlého jezera Groom Lake v jižní části amerického státu Nevada. Nachází se zde přísně střežená základna Amerických vzdušných sil, která byla založena v roce 1957 jako výzkumné armádní středisko, s 7093 m (23 270 stop) dlouhou letištní dráhou používanou pravděpodobně k testování armádních vysokorychlostních letadel. Okolní hory znemožňují radarové sledování oblasti, americké letecké síly potvrdily existenci základny až v roce 1999.

## Poloha
Oblast 51 se nachází mezi regionem Yucca Flats a Nevada Test Site (NTS) – územím testování nukleárních zbraní Amerického úřadu jaderné energie. Jaderný sklad Yucca Mountain je asi 64 kilometrů jihozápadně od Groom Lake.
Oblast je připojena k interní síti silnic NTS vedoucími na severozápad do Mercury a na jih do Yucca Flats. Severovýchodně od jezera vede silnice Groom Lake, která byla dříve využívána jako přístupová cesta k dolům v nížině Groom. Po celé její délce se nachází několik kontrolních stanovišť, zapovězená oblast v nížině však leží východněji, a proto jsou neoprávnění návštěvníci, kteří po silnici Groom Lake cestují, spatřeni obvykle jednotkami v horách ještě několik kilometrů před kontrolními stanicemi. Poté, co silnice opustí zakázanou oblast (lemovanou řadou varovných značek typu Photography is prohibited – česky Fotografování zakázáno, popřípadě Use of deadly force is authorized – česky Použití smrtící síly povoleno), klesá východně do oblasti Tikaboo Valley, a poté se napojuje na Nevada State Route 375.

## Projekty v Groom Lake
Protože není Groom Lake běžnou leteckou základnou, nejsou zde rozmístěny letecké jednotky. Je pravděpodobné, že je spíše používána při vývoji nových letadel, jejich testování a při výcviku pilotů. Jeden z těchto letounů již byl přijat Vzdušnými sílami Spojených států do normálního letového provozu. Je známo, že Groom Lake je také domovem několika letadel sovětského původu, získaných rozličnými způsoby. Ta jsou údajně analyzována a využívána k výcviku.
Za studené války získaly sovětské špionážní satelity fotografie oblasti Groom Lake, z těch se však dá odvodit pouze minimum informací. Zobrazují základnu, přistávací plochu, hangáry a jiné, nic však nepotvrzuje dohady o podzemních prostorách.

### Programy Senior Spear a U-2
Groom Lake bylo využíváno jako cvičiště během druhé světové války. Poté bylo prázdné až do roku 1955, kdy bylo vybráno jako nejvhodnější místo k testování vyvíjených průzkumných letounů U-2, jejichž primárním úkolem byl přelet nad Sovětským svazem.
Testování letadel, které bývalo často přerušováno atmosférickými atomovými výbuchy probíhajícími v Nevada Test Site (NTS), nakonec bylo úspěšné a v srpnu 1955 začaly pod vedením CIA první lety nad SSSR.

### Program Blackbird
Ještě před dokončením vývoje letadel U-2, začala práce na jejich nástupcích - Projekt OXCART. Šlo o vysokovýškové letouny s rychlostí Mach-3, z nichž se později staly slavné SR-71 Blackbird.
Kvůli charakteristice letu strojů Blackbird a jejich servisním nárokům došlo k masivnímu rozšíření budov a přistávací plochy v Groom Lake. Roku 1962, kdy vzlétl prototyp Blackbird A-12, byla hlavní ranvej prodloužena na 2,6 km, posádku základny rozšířilo přes tisíc osob a byly postaveny palivové stanice a kontrolní věž. Zásadně bylo také posíleno zabezpečení: doly v údolí byly uzavřeny a oblast obklopující nížinu byla převedena do vlastnictví armády.

### Programy Have Blue, Senior Trend a F-117
Prototyp špionážní stíhačky Have Blue (menší příbuzný bojových stíhaček F-117 Nighthawk, které bývaly obyvateli oblasti považovány za UFO) vzlétl poprvé v roce 1977. Testování série přísně tajných prototypů pokračovalo do poloviny roku 1981, kdy F-117 přešel do výroby.

### Pozdější projekty

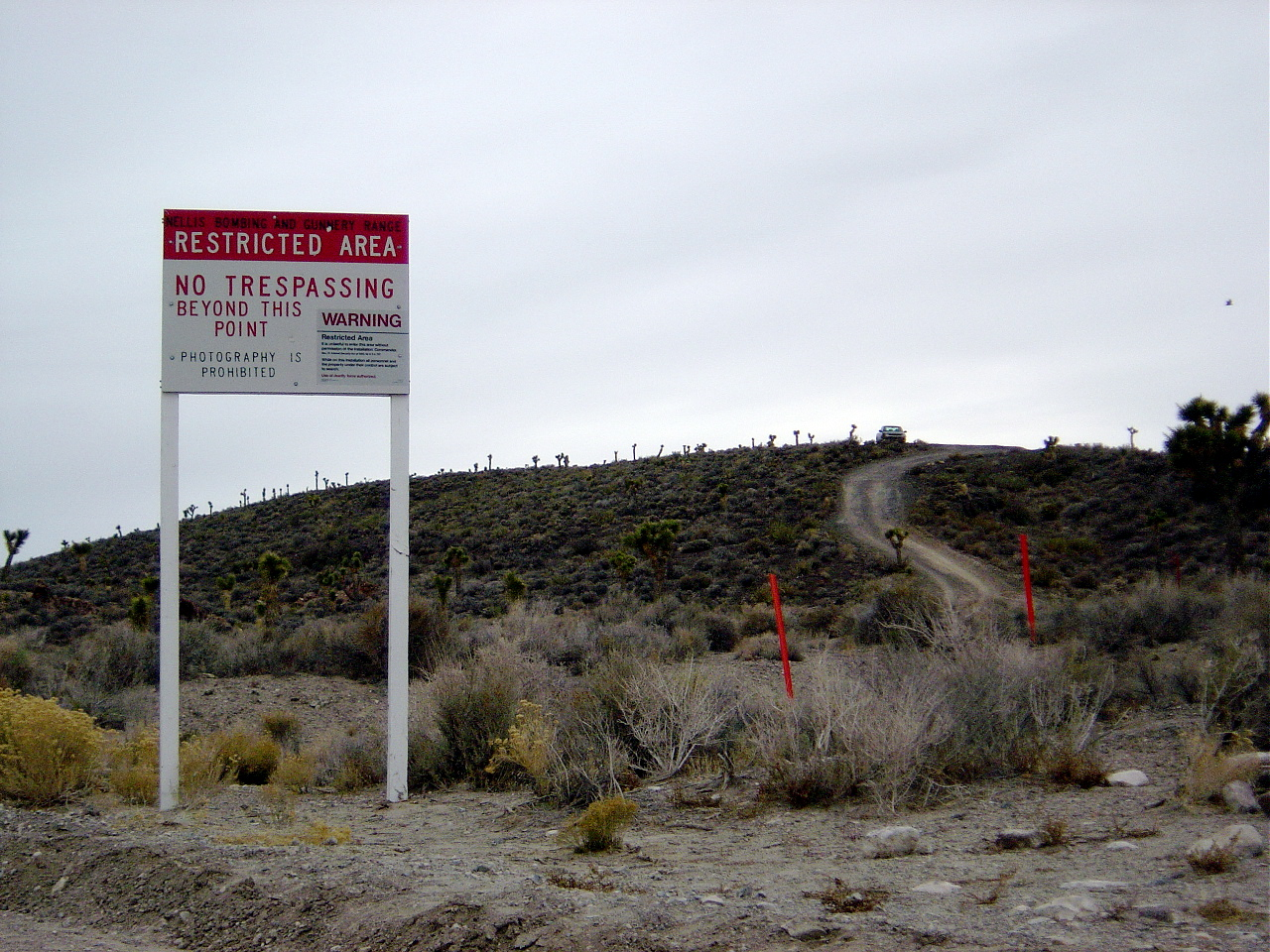
Varovná značka na okraji Oblasti 51 upozorňuje na zákaz fotografování.

Zatímco se F-117 stal během roku 1983 provozuschopným, operace v Groom Lake nerušeně pokračovaly. Základna byla opět rozšířena a lety přivážející civilní pracovníky z Las Vegas pokračovaly. Odborníci, kteří prozkoumali aktuální snímky základny, odhadují, že stálá posádka základny je asi 1000 osob a přibližně stejný počet osob do oblasti dojíždí.
V roce 1995 rozšířila vláda zapovězenou oblast kolem základny až k blízkým horám, které do té doby poskytovaly významnou šanci základnu spatřit. Jedinou současnou příležitostí, jak základnu vidět, jsou nyní hřebeny několika vzdálených pohoří, obzvlášť vrchol Tikaboo Peak (asi 42 km východně).

## UFO a konspirační teorie o Oblasti 51
Kvůli své tajnůstkářské povaze, nepochybné spojitosti s tajným leteckým výzkumem a sérii neobvyklých úkazů se Oblast 51 stala centrem dohadů o UFO a různých konspiračních teorií. K neobvyklým aktivitám připisovaným základně v Oblasti 51 patří:
- Skladování, testování a zpětné inženýrství havarovaných mimozemských vesmírných lodí (včetně materiálů údajně zachráněných v Roswellu), studium bytostí pocházejících z těchto lodí (živých i mrtvých) a také výroba leteckých strojů založených na bázi mimozemských technologií
- Schůzky či komunikace s mimozemšťany
- Vývoj zbraní na bázi neobvyklých energií (pro použití v Systému strategické obrany SDI nebo ke kontrole zbrojení)
- Vývoj technologií určených k cestování v čase
- Činnosti spojené s údajnou tajnou celosvětovou vládou

Mnohé z těchto hypotéz počítají s podzemními prostory v Groom či v blízkém Papoose Lake a často také mluví o mezikontinentálním podzemním železničním systému, neviditelných vzdušných plavidlech (přezdívaných „Cheshire Airstrip“ podle Cheshirské kočky od Lewise Carrola), které lze krátce spatřit pouze v případě, že je jejich povrch postříkán vodou.
Robert „Bob“ Lazar, který na základně pracoval od prosince 1988 po dobu pěti měsíců, v květnu roku 1989 vystoupil v televizi. Kvůli své bezpečnosti byl natáčen v šeru s pozměněným hlasem a jménem Denis. Uvedl, že americká vláda prováděla výzkumy na devíti kosmických strojích, které nemohly být sestrojeny na Zemi. Popsal údajné přísně tajné podzemní centrum S4, které se mělo nacházet poblíž jezera Papoose a kosmické lodě uvnitř. Nehodu, která se stala v roce 1979, si vysvětluje tak, že mimozemšťané zabili vědce a členy obrany ze základny. Lazar podle svého vyjádření pracoval ve skupině 22 inženýrů, kteří pracovali na pohonu kosmických lodí. Americká vláda všechny informace popřela a postupem času to[ujasnit] potvrdili i ufologové.
Jednou z dalších hypotéz je, že Oblast 51 je místem, které má simulovat prostředí Měsíce. V letech 2000–2001 vysílala Fox Television pořad o přistání Apolla 11 na Měsíci, v němž bylo naznačeno, že ono přistání mohlo být smyšlené a k jeho natočení možná došlo právě v Oblasti 51.
Jiní[kdo?] naopak tvrdí, že v polovině 90. let byla nejtajnější část výzkumu přesunuta z Groom do jiné oblasti, např. do Dugway Proving Ground v Utahu, a že pokračující utajení v okolí Groom Lake není víc než úspěšná snaha odvést pozornost veřejnosti.
V průběhu července 1996 prohlásil muž jménem Victor v pořadu rádia Coast to Coast AM, že vlastní videonahrávku výslechu mimozemšťana, kterou zkopíroval a propašoval z Oblasti 51. Na nahrávce je vidět hlava mimozemšťana v tmavém pokoji, který nejspíš telepaticky komunikuje s armádními osobami a vědci. Záznam je dostupný v dokumentu nazvaném Area 51: The Alien Interview.
V září 2019 se konal běh k základně „Storm Area 51“. Původně recesistická akce získala na sociálních sítí masovou odezvu. Reálně se dostavilo jen zhruba sto lidí, k proniknutí do základny nedošlo.